# Château Cantemerle
Koordinaten: 44° 59′ 38,5″ N, 0° 37′ 34,7″ W

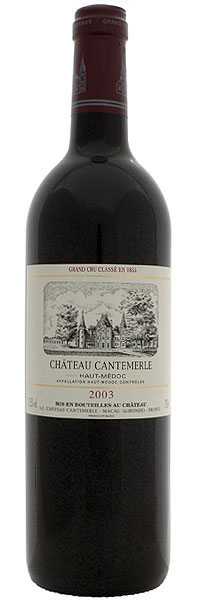
Eine Flasche Château Cantemerle des Jahrgangs 2003

Das Château Cantemerle ist ein bekanntes Weingut von Bordeaux. Seit der Klassifikation von 1855 ist das Weingut als Cinquieme Grand Cru Classé eingestuft, die fünfte Stufe der Klassifikation. Sein tatsächlicher Rang gab aber seit jeher reichlich Platz zur Diskussion. Auf den ersten offiziellen, im April 1855 veröffentlichten Dokumenten der anlässlich der Weltausstellung von 1855 erstellten Klassifikation, fehlte das Weingut. Das Château wurde jedoch noch im Herbst des Jahres 1855 in kleiner Schrift in die Liste der fünftklassierten Güter aufgenommen. Dieser Nachtrag ist der intensiven Arbeit von Caroline de Villeneuve-Durfort zu verdanken, welche die damalige Kommission der Weinhändler von Bordeaux nachträglich über den tatsächlichen Rang des Guts überzeugen konnte. Kriterium der Klassifizierung war der über viele Jahre gemittelte Verkaufspreis. Der energischen Frau gelang somit die erste Modifikation der Klassifikation. Ähnliches wiederholte sich nur noch einmal, 110 Jahre später: Château Mouton-Rothschild wurde 1973 in den Rang eines Premier Grand Cru Classé erhoben.
Das Gut liegt in Macau in der Appellation Haut-Médoc, unmittelbar an der berühmten „Route du Vin“ und gegenüber dem ebenfalls klassifizierten Château La Lagune an der Grenze zur Appelation Margaux. Es ist mit ca. 90 ha ein vergleichsweise großes Gut.
Seit 2004 bestehen Pläne der französischen Regierung, eine große Umgehungsstraße um Bordeaux zu ziehen. Dieses als Grand Contournement bekannte Projekt würde die Rebflächen von Cantemerle durchziehen. Philippe Dambrine, der Gutsverwalter, spricht sogar vom möglichen Ende des Gutes.

## Der Wein
Das Gut verfügt über nahezu 190 Hektar Ländereien. Davon sind 90 Hektar mit Wein bebaut. Außerdem verfügt das Gut über einen sehenswerten, von Louis Fischer gestalteten 28 Hektar großen Park. 50 % die Rebflächen sind mit Cabernet Sauvignon, 40 % mit Merlot und je 5 % mit Petit Verdot sowie Cabernet Franc bestockt. Das Gut erzeugt in mittleren Jahren fast 500.000 Flaschen Wein, von denen fast 300.000 Flaschen in den Grand Vin eingehen. Ca. 150.000 Flaschen sind dem Zweitwein gewidmet, und die übrigen 50.000 Flaschen werden als Drittwein vermarktet. In den Weinkellern liegen fast 2000 Barriques, in denen der Wein in der Regel zwölf Monate reift. Die Barriques werden jährlich zu 50 Prozent erneuert. Nach der Reifung im Barrique werden die Weine noch vier Monate in großen Behältern zwischengelagert. Auf diese Weise kommt es zu einer Vereinheitlichung der Weine, und durch die längere Ruhephase kann auf ein Filtrieren des Weins verzichtet werden.
Die Jahrgänge 1983, 1985 und 1989 sind als ausgezeichnete Weine besonders hervorzuheben. In der Flasche können die Weine sich während 8–15 Jahren verbessern.
Der Zweitwein des Weingutes hieß ursprünglich Villeneuve de Cantemerle. Seit einigen Jahren heißt der Zweitwein Les Allées de Cantemerle. Auf der offiziellen Website (siehe unten) ist nur noch dieser Name für den Zweitwein des Gutes mit folgendem Begleittext erwähnt:

“This second wine comes mainly from the château’s young vines, and is made like its elder brother. Les Allées de Cantemerle has the same personality as the grand vin, but a shorter ageing potential. As it ages more quickly, Les Allées de Cantemerle is generally ready to be consumed within several years of the vintage.”

Neben dem Zweitwein wird auch noch ein Drittwein mit dem Namen Baronne Caroline erzeugt.

## Geschichte
Der Besitz wurde im Jahr 1147 erstmals schriftlich erwähnt. In den Archiven der Abtei Abbaye de la Sauve Majeure wird berichtet, dass Arnaud de Blanquefort im Vorfeld seiner Abreise zum Wendenkreuzzug Land an das Kloster vermachte. Als Beisitzer des Schenkungsaktes wurde Pons de Cantemerle vermerkt.
Ein Jahrhundert später findet sich in den Geschichtsbüchern abermals ein Seigneur de Cantemerle, der an der Seite von Heinrich III. an der Schlacht bei Taillebourg teilnahm.
Die Herren von Cantemerle blieben dem Landbesitz weiter verbunden. Ein Dokument aus dem Jahr 1354 berichtet, dass Ponset de Cantemerle seinen Zehnten in Form eines Fasses Clairet bezahlte. Dieser Vermerk ist der erste schriftliche Beleg des Weinbaus auf den Gemarkungen von Cantemerle.
Im Jahr 1422 geht das Geschlecht von Cantemerle in die Familie Caupène auf. Die genauen Umstände, die dazu führten, sind nicht überliefert. Am 1. Februar 1422 jedenfalls erhält Jean de Caupène (auch Jehan de Caupène genannt) den Titel des Seigneur de Cantemerle. Sein Sohn Médard de Caupène erbte den Titel und trug ihn bis zum Ende des 15. Jahrhunderts.
Jeanne de Caupène heiratete Henry de la Roque, und ihr Sohn Charles de la Roque war ab 1510 der Seigneur. Die Besitztümer von Cantemerle blieben bis zum 20. August 1579 in den Händen der Familie de la Roque. An diesem Tag erwarb der 2. Präsident des Parlement von Bordeaux, Jean de Villeneuve, das Haus Cantemerle. Er heiratete Antoinette de Durfort. Das Weingut blieb bis in das späte 19. Jahrhundert im Besitz der Familie Villeneuve-Durfort.
Während dieser langen Periode wandelten sich die Verhältnisse in Bordeaux grundlegend. Der Einfluss der Kirche schwand, und ab dem 16. Jahrhundert überwog der Weinbau die sonstigen landwirtschaftlichen Aktivitäten der Region. Die Betriebe, deren Hauptaktivität der Weinbau war, wurden Bourdieu genannt.
Ab 1643 bezog die Familie ein Gebäude am noch heute bekannten Standort und konzentrierte ihre Aktivitäten auf dieses Gut. Das heute bekannte Gebäude stammt jedoch aus dem 19. Jahrhundert.
Im Jahr 1852 führte Jean Baptiste Fleuret seine Versuche zur Bekämpfung des Echten Mehltaus vorwiegend in den Rebflächen von Château Cantemerle durch. Zu dieser Zeit verkaufte Cantemerle seine Weine überwiegend direkt an Händler aus Holland und umging dabei die lokalen Weinhändler von Bordeaux. Als aber ebendiese Händler im Rahmen der Weltausstellung von 1855 aufgefordert wurden, eine Klassifikation der Bordeaux-Güter anhand der Verkaufspreise vorzunehmen, fehlten die entsprechenden Angaben von Cantemerle. Der Name des Château fehlte daher im ersten Entwurf der Klassifizierung. Die damalige Eignerin des Schlosses, Caroline de Villeneuve-Durfort, konnte schließlich anhand der Rechnungsbelege ihrer Verkäufe beweisen, dass Cantemerle den Rang eines Cinquième Grand Cru verdiene.
A. d’Armailhacq berichtet in seinem 1858 erschienenen Werk La culture des vignes. La vinification dans le Médoc, dass Château Cantemerle über 91 Hektar Rebfläche verfügte und dass der durchschnittliche Ertrag 19 Hektoliter pro Hektar betrug. Im Jahr 1866 wurde auf dem fast 400 Hektar großen Gut schon 110 Hektar Rebfläche erhoben; der Ertrag lag bei niedrigen 18 Hektoliter / Hektar. Der Aufschwung des Gutes wurde jedoch jäh von der Reblauskatastrophe und von dem wenig später auftretenden Falschen Mehltau unterbrochen. Die Erträge fielen auf unter 50 Prozent eines normalen Durchschnittsjahres. Da die Gegend um Margaux, Cantenac und Macau weniger hart vom Mehltau betroffen wurde als zum Beispiel Pauillac, kam es im Jahr 1884 zu dem Paradoxon, dass Cantemerle und auch Château Dauzac höhere Preise für den Wein als das erstklassierte Château Lafite-Rothschild durchsetzen konnten.
Der Schaden durch die aus Amerika importierten Krankheiten war jedoch so groß, dass sich die Baronne d’Abbadie im Jahr 1892 entschloss, das Gut an die Familie Dubos zu veräußern. Mit diesem Verkauf endete die Ära des Familienbesitzes Villeneuve-Durfort.
Der Käufer Théophile-Jean Dubos bewirtschaftete das Gut zusammen mit seiner Frau Charlotte und den beiden Söhnen Pierre und Bernard. Nach dem Tod des Vaters im Jahr 1905 übernahmen die Söhne die Leitung und leiteten eine lange Zeit der Rezession ein. Während der Krisenjahre während des Ersten Weltkriegs sowie der 1930er Jahre mussten immer wieder Parzellen veräußert werden. Nach dem Zweiten Weltkrieg bewirtschaftete Pierre Dubos, seit 1923 alleiniger Besitzer, nur noch 25 Hektar Rebfläche, ein Umstand, der sich 35 Jahre lang nicht ändern sollte. Als Pierre Dubos im Jahr 1962 verstarb, übernahm sein Neffe Bertrand Clauzel die Leitung bis zum Verkauf des Gutes im Jahr 1981.

### Das Weingut heute
Im Jahr 1981 übernahm die Société mutuelle d’assurance du bâtiment et des travaux publics (kurz SMABTP) für 25 Millionen Francs das kurz vor dem Ruin stehende Weingut. Der Weinkeller wurde gründlich renoviert und die Weinberge neu angelegt. Zu den 20 Hektar Rebfläche, die beim Kauf noch in Ertrag standen, wurden 70 Hektar beigepflanzt. Insgesamt investierte die SMABTP neben dem Kaufpreis noch fast 60 Millionen Francs in den Wiederaufbau des Gutes. Die Investitionen betrafen auch die eingesetzte Kellertechnik sowie die teilweise Mechanisierung der Weinlese.
Bei der Sanierung des Rebgartens beschritt man einen ungewöhnlichen Weg. Mexikanische Arbeiter, die Erfahrung im kalifornischen Weinbau gesammelt hatten, wurden mit dieser Aufgabe betraut. Neben einer Sanierung und Erweiterung entschloss man sich auch, den Rebsortenspiegel weg vom  Cabernet Franc hin zu den Sorten Cabernet Sauvignon sowie Petit Verdot umzubauen.